# Кателл (король Британії)
Кателл (валлійською: Kadell map Geraint) − легендарний король бриттів, згаданий у праці Джеффрі Монмутського «Historia Regum Britanniae».
Як твердить Джеффрі, Кателл був сином короля Геронція, а наступником його був король Койлл (в інших рукописах Мілл), про якого прямо не сказано, чи був він сином Кателла (наступники Джеффрі, наприклад, Лайамон чи деякі версії Brut y Brenhinedd, однак, вже прямо роблять Койлла сином Кателла). Нич більше про Кателла Джеффрі не повідомляє. Дещо більше про нього пише хроніст XIX сторіччя Джон Гардінг: Кателл був добрим королем, а всіх, хто ображав бідних людей, Кателл страчував через повішення та ставив шибениці на найвидніших місцях, щоб усі бачили та боялися.